# DEATH NOTE アナザーノート ロサンゼルスBB連続殺人事件
『DEATH NOTE アナザーノート ロサンゼルスBB連続殺人事件』（デスノート アナザーノート ロサンゼルスビービーれんぞくさつじんじけん）は、2006年8月1日に集英社から発売された西尾維新の小説（ノベライズ作品）。同じく西尾維新によるノベライズ作品『xxxHOLiC アナザーホリック ランドルト環エアロゾル』（原作はCLAMPの漫画『xxxHOLiC』〈講談社〉）と同時に刊行された。

## 概要
本作品は漫画『DEATH NOTE』（以下・原作）のスピンオフ小説である。物語は原作に登場した名探偵LとFBI捜査官の南空ナオミを主人公として構成されており、主にナオミの一人称で進んでいく。語り手はLの後継者候補であるメロ（太字の人物についてはDEATH NOTEの登場人物を参照）。
舞台はキラ事件発生以前のロサンゼルスであり、原作で名前の挙がった事件「ロサンゼルスBB連続殺人事件」について語られる。
また、本作の「ロサンゼルスBB連続殺人事件」は、実写映画『L change the WorLd』やその小説版の方でも触れられており、映画ではLのパソコンの連絡先からワイミーズハウスの「B」が消されている描写がある等、実写映画シリーズやそのノベライズの方でも本作の内容を踏まえていると思しき描写が散見される。

## ストーリー
後にロサンゼルスBB連続殺人事件として知られるその事件は、原作第一部開始の2年前に当たる2002年7月31日、ハリウッドに住む男性、ビリーヴ・ブライズメイドが「絞殺」されることから始まる。
その4日後の8月4日、ダウンタウンに住む少女、クオーター・クイーンが撲殺。さらにその9日後の8月13日には、ウエストサイドに住む女性、バックヤード・ボトムスラッシュが刺殺される。イニシャルが同じアルファベットのぞろ目で、それぞれ、室内の壁に藁人形が打ち付けられており、それらは連続殺人事件として捜査・報道される。
第三の殺人が起こった翌日、世界的な名探偵として知られているL（エル）は、パソコンの画面越しにFBI捜査官の南空ナオミに連絡、現場を捜査させる。その中で探偵「竜崎ルエ」と名乗る謎の男と出会ったナオミは、彼らの助言の元、事件の真相へと近付いていく。

## 登場人物

### 主要人物
L（エル）
本作品の主人公の一人。世界的な名探偵。決して人前に顔を出さず、数々の難事件を解決してきた。この連続殺人事件の捜査を南空に依頼する。
南空 ナオミ（みそら ナオミ）
本作品の主人公の一人。FBI捜査官。とある事件で致命的なミスを犯してしまったことにより休職中の身。Lより依頼を受け、通信を取りながら捜査する。バイク好き。カポエイラの使い手で、大学でストリートダンスにはまった時期に習得したらしい。
竜崎 ルエ（りゅうざき ルエ）
被害者の両親より依頼を受け、捜査しているという正体不明の私立探偵。
ビヨンド・バースデイ
この事件の犯人。先天的な「死神の目」の持ち主。ワイミーズハウス最初期のLの後継者候補で、初代「B」。
この事件は探偵Bが探偵Lに犯人として挑んだ「形を変えた探偵合戦」である。殺人現場には必ず藁人形を打ち付け、密室状況を作る。現場の家中の指紋を拭き取るなど、異常に神経質である。

### その他の人物
レイ・ペンバー
FBI捜査官の日系アメリカ人。ナオミの同僚であり、恋人でもある。
ビリーヴ・ブライズメイド
第一の被害者。44歳の男性。フリーライター。
クオーター・クイーン
第二の被害者。13歳の少女。親子二人でアパートに住んでいた。
バックヤード・ボトムスラッシュ
第三の被害者。28歳の女性。銀行員。
メロ
この事件の語り手。本作品ではLと直接会って話したことがあり、その伝説（ノート）をいくつか直接聞き、それを後世に残しておくためにこのノートを認めたという設定である。
本作品は一応、ナオミ視点でのストーリーではあるものの、正確には「ナオミに報告を受けていたLから話を聞いたメロによる再構成」であり、事態の細部の描写やナオミ、Bの心情描写などは大なり小なりメロによる脚色が入っている。
ワタリ
Lの協力者である紳士的な老人。本作品ではメロの語りにて名前のみ登場。
ニア
Lの後継者候補である天才少年。本作品ではメロの語りにて名前のみ登場。

## 事件年表
2002年7月22日
ロス市警に難解なクロスワードパズルが届く。
署内ではいたずらという判断で破棄されたが、Lが入手し解いたところ、第一の殺人事件現場が答えとなっていた。
2002年7月31日
イニシャルB・Bのビリーヴ・ブラズメイドが殺害される。
薬品で意識を奪われた後、紐のような物で後ろから首を絞められ死亡。死後、全身に切り傷をつけられた上からまた服を着せられていた。
2002年8月4日
イニシャルQ・Qのクオーター・クイーンが殺害される。
薬品で意識を奪われた後、硬い棒状の凶器で正面から脳天をかち割られ死亡。死後、眼球を抉り出された上に眼鏡をつけさせられ、俯せで倒れていた。
2002年8月13日
イニシャルB・Bのバックヤード・ボトムスラッシュが殺害される。
手掛かりはなし、失血死。死後、腕と脚が一本ずつ切り取られていた。
この三つの事件の共通点は、まず部屋に藁人形が打ち付けられていること。藁人形は第一の現場では四体、第二の現場では三体と、第三の現場では二体と、数が減っていた。いずれも藁人形は、部屋の壁にひとつずつ、丁寧にも五寸釘で打ち付けられていた。
次に事件現場は密室で、完全に指紋が拭き取られていた。犯人の指紋だけでなく、家中の指紋も全て拭き取られており、電球のソケットまで拭き取っている。
2002年8月22日
事件解決。

## 書籍
- ISBN 4-08-780439-9